# 利亞馬區 (馬里斯卡爾盧蘇里加省)

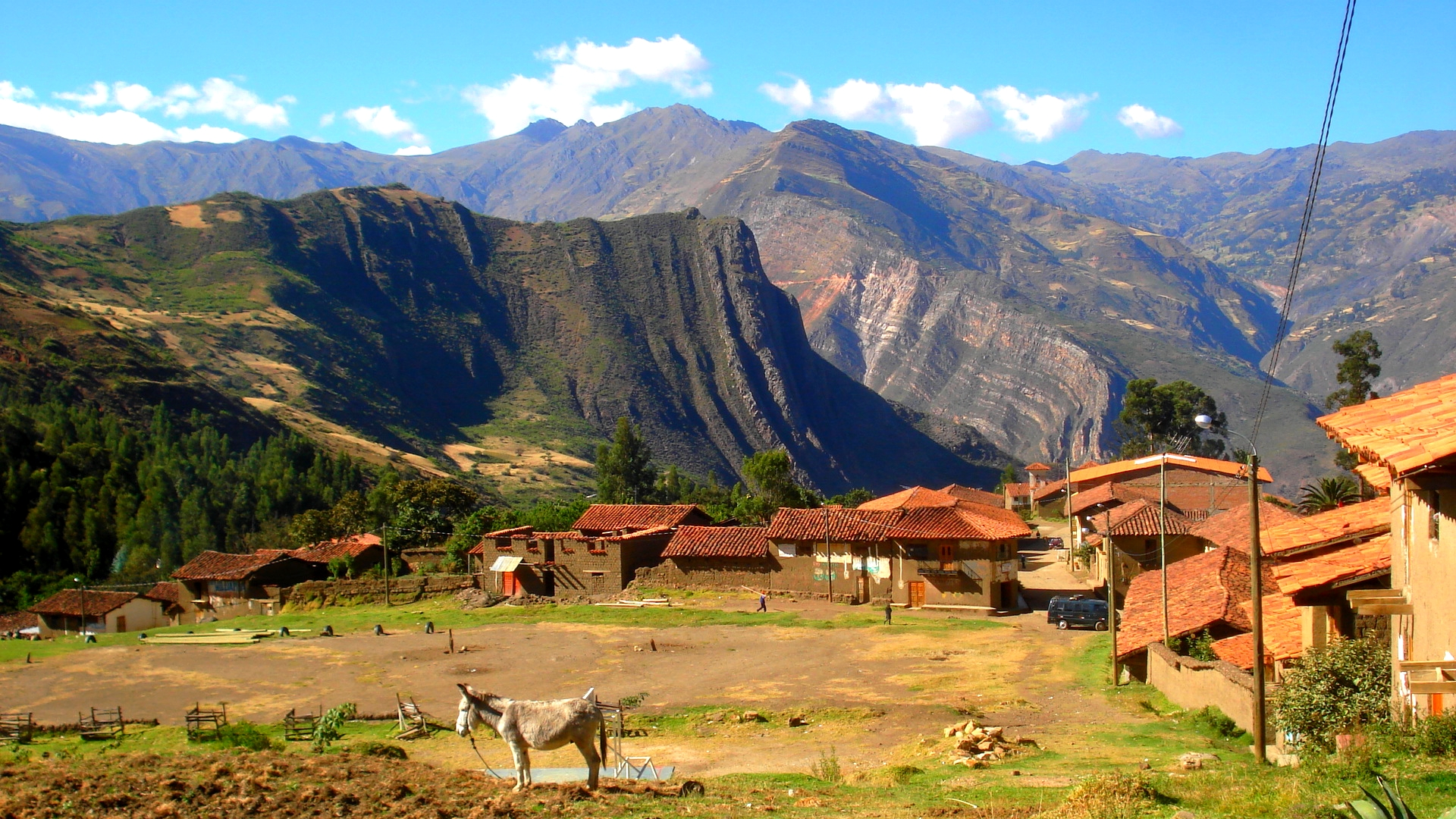

利亞馬區（西班牙語：Distrito de Llama），是秘魯的一個區，位於該國北部安卡什大區的馬里斯卡爾盧蘇里加省，始建於1905年11月22日，面積48.13平方公里，海拔高度2,821米，2005年人口1,526，人口密度為每平方公里32人。